# Baby Universal
Baby Universal è un brano musicale dei Tin Machine, scritto da David Bowie e Reeves Gabrels, pubblicato come secondo singolo estratto dall'album Tin Machine II nell'ottobre 1991.

## Il brano
Il singolo uscì in varie versioni con sul lato B alcune tracce incise dalla band alla BBC per il programma radiofonico di Mark Goodier il 13 agosto 1991, e durante un'apparizione dal vivo al programma Top of the Pops.
Nel 1996 Bowie ri-registrò Baby Universal per il suo album Earthling (1997), ma la traccia non fu inserita nella versione finale del disco.

## Tracce
Versione 7"
1. Baby Universal – 3:07 – David Bowie, Reeves Gabrels
2. You Belong in Rock 'n' Roll (Extended version) – 6:32 – Bowie, Gabrels

Versione 12"
1. Baby Universal (Extended version) – 5:49 – Bowie, Gabrels
2. A Big Hurt (BBC version) – 3:33 – Bowie
3. Baby Universal (BBC version) – 3:12 – Bowie, Gabrels

Versione CD
1. Baby Universal (7" version) – 3:07 – Bowie, Gabrels
2. Stateside (BBC version) – 6:35 – Hunt Sales
3. If There Is Something (BBC version) – 3:25 – Bryan Ferry
4. Heaven's in Here (BBC version) – 6:41 – Bowie

Versione CD giapponese
1. Baby Universal (7" version) – 3:07 – Bowie, Gabrels
2. Amlapura (Indonesian version) – 3:53 – Bowie, Gabrels
3. Shakin' All Over (live) – 2:49 – Kidd
4. Baby Universal (Extended version) – 5:49 – Bowie, Gabrels

Versione US promo CD
1. Baby Universal (7" version) – 3:07 – Bowie, Gabrels
2. Baby Universal (Extended version) – 5:49 – Bowie, Gabrels
3. Baby Universal (BBC version) – 3:12 – Bowie, Gabrels
4. Stateside (BBC version) – 6:35 – Sales

## Esecuzioni dal vivo
Baby Universal fu eseguita in concerto dai Tin Machine durante la loro tournée del 1991-92 It's My Life Tour, e dal solo Bowie nel 1996 durante l'Outside Tour. Una registrazione tratta dal tour dei Tin Machine appare nel video Tin Machine Live: Oy Vey, Baby (1992).

## Crediti
Produzione
- Tin Machine
- Tim Palmer

Musicisti
- David Bowie – voce, chitarra
- Reeves Gabrels – chitarra solista
- Hunt Sales – batteria, voce
- Tony Sales – basso, voce
- Kevin Armstrong – chitarra ritmica

## Classifiche
| Classifica (1991)              | Posizione |
| ------------------------------ | --------- |
| US Billboard Alternative Songs | 30        |
| US Mainstream Rock Tracks      | 21        |